# 응룡

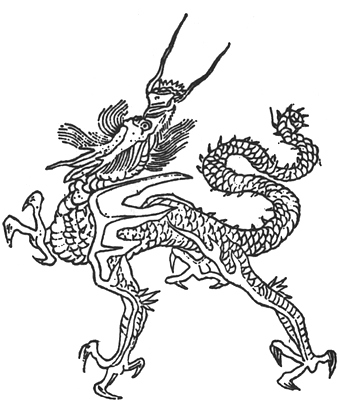
《산해경》에 묘사된 응룡

응룡(應龍)은 중국의 신화에 나오는 날개 달린 용인데, 용이 오백 년 또는 천 년이 지나면 날개를 얻어 응룡이 된다고 한다.
『산해경山海經第』「대황동경十四大荒東經34」을 인용한다.
대황大荒의 동북 깊숙한 가운데 산이 있어 이름이 흉리토구凶犁土丘이다. 응룡應龍이 남쪽 끝에 살고 있는데 치우蚩尤와 과보夸父를 죽이고 하늘로 올라가지 못했다. 그래서 하계가 자주 가물었는데數旱 한발이 들면 응룡의 형상을 그렸고 이에 큰 비가 내렸다.
그러나 천 년이라는 긴 세월을 사는 것은 아무리 용이라 해도 쉬운 일이 아닌지라, 신화에서 응룡은 단 한 마리밖에 나오지 않는다. 그래서 응룡은 용 중에서도 특히 신성한 동물로 여겨졌다.
전설에 따르면, 황제가 치우와 싸웠을 때는 폭풍을 일으켜서 치우군을 물리쳤다고 한다. 사기에 ‘황제가 응룡을 시켜 흉려곡에서 치우를 죽이게 했다(黃帝使鷹龍殺蚩尤於凶黎之谷)’라고 기록되어 있다.

## 신화
응룡은 중국 대륙 남쪽 끝에 위치한 공구산(恭丘山)에 살고 있었다고 한다. 원래는 하늘의 신 가운데 하나였지만, 신과 인간이 싸울 때 인간 편을 드는 바람에 지상으로 추방되고 말았다. 하늘로 돌아갈 수 없게 된 응룡은 하는 수 없이 공구산에 머물러야 했다. 그리고 물이나 바람을 자유롭게 다루고 비바람을 주관하는 존재로서 사람들에게 은혜를 내려주었다.
응룡의 양팔은 매의 날개로 되어 있어, 마치 용의 머리를 가진 맹금류처럼 보인다. 온몸은 깃털로 뒤덮여 있고 꼬리는 아름다운 꼬리털로 장식되어 있다. 발가락의 힘이 강하고 날카로운 발톱이 나 있다. 양팔의 날개는 매우 강력해서 제비보다도 빨리 날 수 있으며, 한순간에 천상의 신들이 있는 곳으로 날아올라 갈 수 있다. 또한 응룡은 깃털이나 털이 있는 모든 동물의 조상이자 조류의 왕으로 추앙된다.
응룡은 중국 신화 속에서 인류의 창조주인 여와의 강력한 적으로 등장한다. 그 시대에 지상은 화룡족이 지배하고 있었는데, 여와는 불을 관장하는 용족이었다. 비바람을 관장하는 응룡은 그들이 지배자라는 사실을 묵과할 수 없어, 지상을 평정하려는 여와에게 싸움을 걸었다.
바람을 자유자재로 다루고 번개 구름을 부르는 응룡과 여와의 싸움은 오랜 세월 동안 격렬하게 계속되었다. 그러나 여와는 우거(牛車)를 이용해 비바람으로부터 몸을 지키고 많은 술법을 구사하여 끝내 응룡을 굴복시키고 포로로 잡아 그의 자유를 빼앗았다. 응룡은 죽임을 당하지 않으려고 여와 일족에게 충성을 다할 것을 약속하고는 겨우 포로의 신분에서 해방될 수 있었다.
전설의 영웅 황제가 치우의 싸움에도 응룡이 등장한다. 가장 강력했던 군신 치우와 싸우다가 열세에 몰린 황제는 자신의 일족인 여와의 조언에 따라 응룡을 불러내어 원군에 가담시켰다. 비바람의 신 응룡이 치우군 옆구리를 공격해 들어오자 눈 깜짝할 사이에 형세가 역전되었다. 응룡은 치우의 군대를 향해 폭풍우가 불어닥치게 하여 그들을 혼란에 빠뜨렸다. 비바람을 주관하는 응룡과 불을 주관하는 용족의 공격을 받은 치우는 패해서 달아났고 결국에는 전사하고 말았다.
그러나 응룡은 사람인 황제에게 가담하여 같은 신인 치우를 죽인 일 때문에 신들에 의해 하늘로 올라오는 것이 금지되었다.
응룡은 또한 전설상의 현왕인 순왕의 치수 사업을 도와주려고 나선 적도 있다고 한다.
몇 대에 걸쳐 중국 전체를 뒤덮은 홍수를 가라앉히도록 순왕은 부하인 우(禹)에게 명령했다. 우는 도술을 써서 산을 뚫고 제방을 만들어 강을 넘쳐흐르는 물을 막는 데 성공했다. 그러나 대지를 삼킨 채 줄어들 줄 모르는 물에 대해서는 방법이 없었다. 여와의 핏줄을 이어받은 우는 물을 다룰 수 있는 응룡을 불러내어 치수를 부탁했다. 응룡은 꼬리를 이용하여 땅에 바람을 뜻하는 글자를 썼다. 그러자 범람한 물이 그곳으로 흘러들었고 마침내 홍수는 수습되었다. 기우제를 할 때 땅바닥에 응룡의 그림을 그려 비를 부르는 것은 이 고사에서 비롯된 것이다.
우의 치수 이후로 응룡은 더는 등장하지 않았다. 그러나 여와의 핏줄을 이어받은 군주가 백성의 고난을 없애고자 바람이나 비의 수호를 해야 할때 응룡은 자신의 터전인 영산에서 날아오른다고 전해진다.
-->바로 잡습니다.
응룡(鷹龍)은 중국의 신화에 나오는 날개 달린 용인데, 용이 오백 년 또는 천 년이 지나면 날개를 얻어 응룡이 된다고 한다.
『산해경山海經第』「대황동경十四大荒東經34」을 인용한다.
대황大荒의 동북 깊숙한 가운데 산이 있어 이름이 흉리토구凶犁土丘이다. 응룡應龍이 남쪽 끝에 살고 있는데 치우蚩尤와 과보夸父를 죽이고 하늘로 올라가지 못했다. 그래서 하계가 자주 가물었는데數旱 한발이 들면 응룡의 형상을 그렸고 이에 큰비가 내렸다.
그러나 천 년이라는 긴 세월을 사는 것은 아무리 용이라 해도 쉬운 일이 아닌지라, 신화에서 응룡은 단 한 마리밖에 나오지 않는다. 그래서 응룡은 용 중에서도 특히 신성한 동물로 여겨졌다.
전설에 따르면, 황제가 치우와 싸웠을 때는 폭풍을 일으켜서 치우군을 물리쳤다고 한다. 사기에 ‘황제가 응룡을 시켜 흉려곡에서 치우를 죽이게 했다(黃帝使鷹龍殺蚩尤於凶黎之谷)’라고 기록되어 있다.
『사기史記』「오제본기五帝本紀」에는 다음과 같이 기록되어 있다.
헌원치세에 염제 신농씨가 쇠하여 제후가 서로 싸우느라 백성에게 포학한지라, 헌원이 제후들을 복속게 했으나 신농의 장수인 포악한 치우는 정벌할 수 없었다.
『산해경山海經第』「대황북경十七大荒北經20」에, 활을 쏘는 사람도 감히 북쪽을 쏘지 못한다는 계곤係昆의 산, 공공대共工之臺에 푸른 옷을 입은 황제여발黃帝女魃이 산다. 치우蚩尤가 군사를 일으켜 황제를 치므로 황제가 응룡應龍에게 명하여 기주冀州의 들에서 공격하도록 했다.
응룡이 물을 비축畜水하자 치우가 풍백風伯과 우사雨師에게 명하여 대풍우大風雨를 풀어놓았다. 황제가 이에 천녀天女 발魃을 보내니 비가 그쳤고 마침내 치우를 죽였다. 발은 다시 올라갈 수가 없어 사는 곳에는 비가 오지 않았다.
《산해경》 대황동경에 다음과 같은 글이 있다.
응룡이 남쪽 끝에 사는데 치우와 과보를 죽이고 다시 하늘로 올라가지 못했다. 그리하여 하계에 자주 가뭄이 들었는데 가뭄이 들 경우 응룡의 모습을 만들면 큰 비가 내렸다.

『산해경山海經第』「대황동경十四大荒東經34」을 인용한다.
대황大荒의 동북 깊숙한 가운데 산이 있어 이름이 흉리토구凶犁土丘이다. 응룡應龍이 남쪽 끝에 살고 있는데 치우蚩尤와 과보夸父를 죽이고 하늘로 올라가지 못했다. 그래서 하계가 자주 가물었는데數旱 한발이 들면 응룡의 형상을 그렸고 이에 큰비가 내렸다.
응룡은 중국 대륙 남쪽 끝에 위치한 공구산(恭丘山)에 살고 있었다고 한다. 원래는 하늘의 신 가운데 하나였지만, 신과 인간이 싸울 때 인간 편을 드는 바람에 지상으로 추방되고 말았다. 하늘로 돌아갈 수 없게 된 응룡은 하는 수 없이 공구산에 머물러야 했다. 그리고 물이나 바람을 자유롭게 다루고 비바람을 주관하는 존재로서 사람들에게 은혜를 내려주었다.
전거확인바람->-응룡의 양팔은 매의 날개로 되어 있어, 마치 용의 머리를 가진 맹금류처럼 보인다. 온몸은 깃털로 뒤덮여 있고 꼬리는 아름다운 꼬리털로 장식되어 있다. 발가락의 힘이 강하고 날카로운 발톱이 나 있다. 양팔의 날개는 매우 강력해서 제비보다도 빨리 날 수 있으며, 한순간에 천상의 신들이 있는 곳으로 날아올라 갈 수 있다. 또한 응룡은 깃털이나 털이 있는 모든 동물의 조상이자 조류의 왕으로 추앙된다.
응룡은 중국 신화 속에서 인류의 창조주인 여와의 강력한 적으로 등장한다. 그 시대에 지상은 화룡족이 지배하고 있었는데, 여와는 불을 관장하는 용족이었다. 비바람을 관장하는 응룡은 그들이 지배자라는 사실을 묵과할 수 없어, 지상을 평정하려는 여와에게 싸움을 걸었다.
바람을 자유자재로 다루고 번개 구름을 부르는 응룡과 여와의 싸움은 오랜 세월 동안 격렬하게 계속되었다. 그러나 여와는 우거(牛車)를 이용해 비바람으로부터 몸을 지키고 많은 술법을 구사하여 끝내 응룡을 굴복시키고 포로로 잡아 그의 자유를 빼앗았다. 응룡은 죽임을 당하지 않으려고 여와 일족에게 충성을 다할 것을 약속하고는 겨우 포로의 신분에서 해방될 수 있었다.
전설의 영웅 황제가 치우의 싸움에도 응룡이 등장한다. 가장 강력했던 군신 치우와 싸우다가 열세에 몰린 황제는 자신의 일족인 여와의 조언에 따라 응룡을 불러내어 원군에 가담시켰다. 비바람의 신 응룡이 치우군 옆구리를 공격해 들어오자 눈 깜짝할 사이에 형세가 역전되었다. 응룡은 치우의 군대를 향해 폭풍우가 불어닥치게 하여 그들을 혼란에 빠뜨렸다. 비바람을 주관하는 응룡과 불을 주관하는 용족의 공격을 받은 치우는 패해서 달아났고 결국에는 전사하고 말았다.
그러나 응룡은 사람인 황제에게 가담하여 같은 신인 치우를 죽인 일 때문에 신들에 의해 하늘로 올라오는 것이 금지되었다.
응룡은 또한 전설상의 현왕인 순왕의 치수 사업을 도와주려고 나선 적도 있다고 한다.
몇 대에 걸쳐 중국 전체를 뒤덮은 홍수를 가라앉히도록 순왕은 부하인 우(禹)에게 명령했다. 우는 도술을 써서 산을 뚫고 제방을 만들어 강을 넘쳐 흐르는 물을 막는 데 성공했다. 그러나 대지를 삼킨 채 줄어들 줄 모르는 물에 대해서는 방법이 없었다. 여와의 핏줄을 이어받은 우는 물을 다룰 수 있는 응룡을 불러내어 치수를 부탁했다. 응룡은 꼬리를 이용하여 땅에 바람을 뜻하는 글자를 썼다. 그러자 범람한 물이 그곳으로 흘러들었고 마침내 홍수는 수습되었다. 기우제를 할 때 땅바닥에 응룡의 그림을 그려 비를 부르는 것은 이 고사에서 비롯된 것이다.
우의 치수 이후로 응룡은 더는 등장하지 않았다. 그러나 여와의 핏줄을 이어받은 군주가 백성의 고난을 없애고자 바람이나 비의 수호를 필요로 할 때 응룡은 자신의 터전인 영산에서 날아오른다고 전해진다.

## 같이 보기
- 황제
- 치우